# Parroquia (civil)

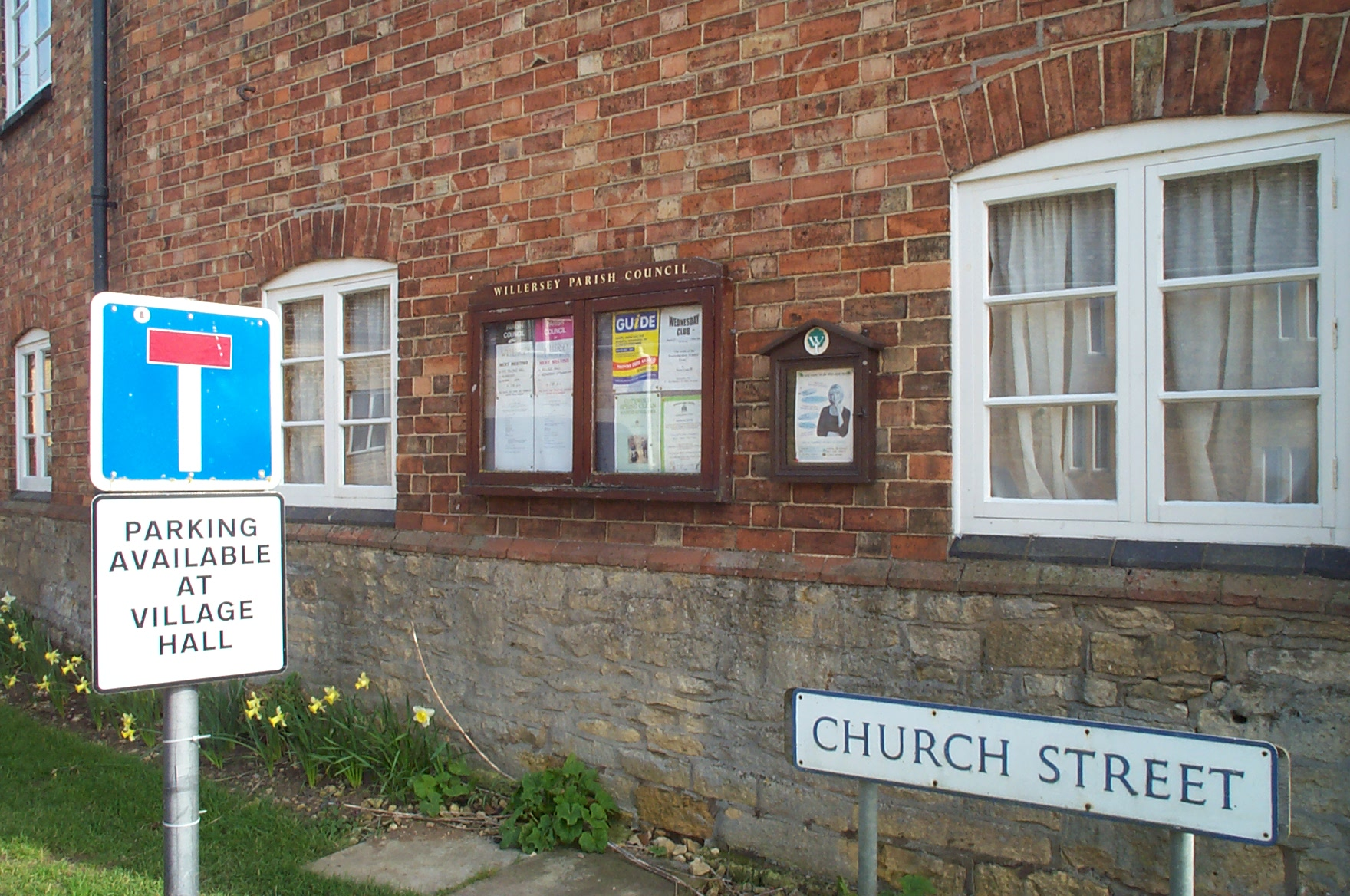
Concejo Parroquial de Willersey, en Inglaterra.

El término parroquia (del griego παροικία, paroikía, ‘cerca de la vivienda’) es la denominación de algunas entidades subnacionales en diferentes países.

## Ecuador
En Ecuador, la parroquia es la división político-territorial de menor rango. El conjunto de estas se organizan bajo la forma jurídico-política de la municipalidad que es la autoridad jurisdiccional del cantón en asuntos administrativos. Existen dos tipos de parroquias: la urbana y la rural. La parroquia urbana es aquella que se encuentra circunscrita dentro de la metrópoli o ciudad. Consta de toda la infraestructura necesaria para ser una ciudad principal. La parroquia rural son aquellas que son apartadas de la ciudad principal o metrópoli. Suelen ser comarcas o conjunto de recintos cuyos pobladores viven de labores agrícolas y del campo.
El poder ejecutivo de la parroquia está representado por el Gobierno Parroquial y el presidente del mismo, los cuales son elegidos por voto popular por cuatro años; el poder legislativo de la parroquia está representado por la asamblea parroquial, cuyos vocales son elegidos por voto popular. Las funciones de las juntas parroquiales urbanas y rurales del cantón, son actuar como auxiliares del Gobierno y administración municipales y como intermediario entre estos y sus representados inmediatos.
La creación, supresión y fusión de las parroquias municipales es competencia del concejo de cada municipio.

## España

### Aragón
Durante la Edad Media, los vecinos de las ciudades y grandes villas se distribuían por collaciones, barrios o parroquias. Serán una de las bases para acceder a los cargos de los concejos. El número de representantes de cada parroquia estaba regulado en las ordenanzas municipales.

### Asturias
En Asturias la parroquia es una forma tradicional de organización administrativa, religiosa y agraria:

...hasta bien entrado el siglo XIX la parroquia constituyó en Asturias un modelo organizativo y de poblamiento que rigió los destinos, tanto desde un punto de vista religioso y moral como económico y administrativo, de gran parte de la población asturiana.
División parroquial de Asturias (1993)

Fernando Inclán Suárez, en la Gran Enciclopedia Asturiana, afirma que el origen de la parroquia asturiana es la gens romana, vinculada a un pagus, en el que existe un altar, al pie del cual realizan sus enterramientos y celebran las fiestas compitales. Citando a Ramón Prieto Bances, afirma que la división en gentilitates —comunidades gentilicias— fue respetada por Roma y los visigodos hasta llegar a la Reconquista. Entonces la gens cristianizada se convirtió en la parroquia.
Las parroquias crearon sus propias normas (incluso escritas), denominadas ordenanzas parroquiales, para regular aspectos relativos a la convivencia, la participación comunitaria e incluso preceptos morales. 
Partiendo de su origen eclesiástico (jurisdicción de un párroco), la parroquia tenía un componente económico y agrario: organización de la actividad agraria tradicional y aprovechamiento de los recursos comunes (montes, pastos, etc.). A partir de aquí nace un nuevo significado por el que la parroquia se configura como la unidad administrativa básica para regular la participación vecinal: los vecinos utilizan el atrio de la iglesia parroquial para reunirse, ordinariamente después de la misa del domingo, y decidir sobre sus intereses colectivos. Estas reuniones son el origen remoto del concejo abierto, aún en uso en muchas de las parroquias rurales de Asturias.
Este significado administrativo ha ido consolidando a lo largo del tiempo, hasta nuestros días, la parroquia como unidad de base territorial para la elaboración de censos, padrones y catastros.
La Revolución Industrial modificó los modelos de convivencia y aprovechamientos agrarios tradicionales asturianos, de manera que el término «parroquia» pasó a aplicarse a realidades diferenciadas.
Con la promulgación del Estatuto de Autonomía del Principado de Asturias, en 1981, se estableció que debía reconocerse la personalidad jurídica de la Parroquia Rural «como forma tradicional de convivencia y asentamiento de la población asturiana» (art. 6.2). Dicho precepto, se desarrolló legislativamente, mediante la ley 11/1986, de 20 de noviembre, por la que se reconoce la personalidad jurídica de la parroquia rural, que también constituye la ley autonómica sobre entidades de ámbito territorial inferior al concejo. De esta manera, no se pretendía recuperar la división parroquial en su conjunto, dotando de personalidad jurídica a todas ellas, sino reconocer jurídicamente aquellas comunidades tradicionales que continuaran existiendo. Así, las entidades de ámbito inferior al concejo en Asturias, se denominan parroquias rurales.

#### Nomenclátor
Según el nomenclátor de 2012, existen 857 parroquias en sus 78 concejos, número que permanece sin variación desde 2003. El número de parroquias por concejo oscila entre una (Pesoz, Riosa, Santa Eulalia de Oscos y San Tirso de Abres) y cincuenta y cuatro (Cangas del Narcea). La parroquia de mayor superficie sería la casina de Sobrecastiello, con 89,05 km², y la de menor, 0,22 km², la de Avilés de Laviana.
Así mismo, existen ocho entidades singulares de población, que no pertenecen a ninguna parroquia, siete en el concejo de Castrillón (Coto Carcedo, La Cruz de Illas, La Laguna, Miranda, Raíces Nuevo, San Cristóbal, San Juan de Nieva) y una en Langreo, la capital.

### Galicia
Parroquia es la denominación que reciben también en Galicia las entidades colectivas de población, que tienen su origen en las parroquias eclesiásticas. Es la división territorial tradicional de los municipios (concellos) y cada parroquia comprende una o varias entidades de población, llamadas lugares en gallego. El Estatuto prevé que se pueda reconocer personalidad jurídica a las parroquias rurales.
Según el nomenclátor estadístico de Galicia, en la comunidad había un total de 3771 parroquias en 2019 Cada parroquia agrupa una o varias entidades singulares de población.

## Estados Unidos
El estado de Luisiana mantiene la denominación de parroquia (en inglés: parish) para la entidad que en el resto de estados se conoce como condado (en inglés: county), a excepción de Alaska, donde al condado se le conoce como borough.

## Venezuela
En Venezuela, la parroquia es la unidad político-territorial de menor rango en la que se dividen los municipios. Esta división administrativa sirve para ámbitos policiales y jefatura civil, y está compuesta por una junta parroquial. Desde las elecciones de 1992, la ciudadanía elige directamente a los representantes de las juntas parroquiales. En el año 2005, por primera vez, se realizaron comicios para elegir las juntas parroquiales de manera separada a las de gobernador y alcalde. Venezuela cuenta con 1.136 parroquias. Actualmente, las juntas parroquiales han sido disueltas y sus responsabilidades las asume el poder popular organizado.

## Otros países
Otras regiones del mundo donde las parroquias son unidades administrativas:
- Andorra.
- Antigua y Barbuda.
- Barbados.
- Bermudas.
- Dominica.
- Ecuador
- Gales.
- Granada.
- Guernsey.
- Inglaterra.
- Jamaica.
- Jersey.
- Macao.
- Montserrat.
- Nueva Gales del Sur.
- Rusia
- San Cristóbal y Nieves.
- San Marino.
- San Vicente y las Granadinas.
- Ucrania.

## Equivalentes
- En las Provincias de Quebec y Nuevo Brunswick de Canadá —llamadas paroisses ('feligresías') en francés—.
- En Colombia su equivalente son los Corregimientos en las zonas rurales; mientras en las zonas urbanas se denomina Comunas.
- En Panamá -llamadas Corregimientos-.
- En Portugal —llamadas freguesias ('feligresías')—.